# Bourbon–Szicíliai Mária Pia parmai hercegné
Mária Grácia Pia nápoly–szicíliai királyi hercegnő (Principessa Maria della Grazia Pia di Borbone delle Due Sicilie), (Gaeta, Lazio, Nápoly–Szicíliai Királyság, 1849. augusztus 2. – Biarritz, Franciaország, 1882. szeptember 29.); a Bourbon-ház nápolyi ágából származó királyi hercegnő, I. Róbertnek, Parma utolsó uralkodójának első felesége, házassága révén parmai hercegné (Duchesa di Parma).

## Élete

### Származása

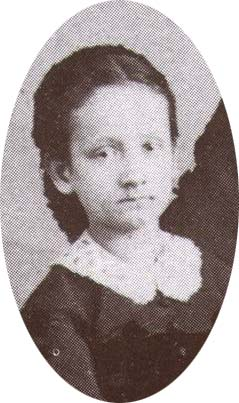
A gyermek Mária Pia

Mária Pia hercegnő 1849. augusztus 2-án született a Latiumi Gaetában.
Édesapja a Bourbon-házból való II. Ferdinánd nápoly–szicíliai király (1810–1859) volt, I. Ferenc nápoly–szicíliai király (1777–1830) és Mária Izabella spanyol infánsnő (1789–1848) legidősebb fia.
Édesanyja II. Ferdinánd második felesége, Habsburg–Tescheni Mária Terézia Izabella főhercegnő (1816–1867), magyar és cseh királyi hercegnő, tescheni hercegnő volt, Károly főherceg-tábornagynak, Teschen hercegének (1771–1847) és Henrietta Alexandrina nassau–weilburgi hercegnőnek (1797–1829) legidősebb leánya.
Apjának, Ferdinánd királynak első felesége, Savoyai Mária Krisztina királyné, I. Viktor Emánuel szárd–piemonti király leánya 1836-ban, első gyermekének, Ferenc trónörökösnek, a Két Szicília Királysága utolsó uralkodójának születése után néhány nappal elhunyt).
Mária Krisztina királyné halála után egy évvel, 1837-ben II. Ferdinánd király másodszor is megnősült, elvette Mária Terézia Izabella főhercegnőt. A szülők második házasságából 12 gyermek született, rangjuk szerint nápoly–szicíliai királyi hercegek és hercegnők, köztük nyolcadikként Mária Pia:
1. Lajos Mária (Luigi Maria, 1838–1886), Trani grófja, aki 1861-ben a Wittelsbach-házból való Matilda Ludovika bajor hercegnőt (Herzogin Mathilde Ludovika in Bayern, Erzsébet királyné húgát vette feleségül.
2. Albert (Alberto, 1839–1844), Castro-Giovanni grófja, kisgyermekként meghalt.
3. Alfonz Mária József (Alfonso Maria Giuseppe, 1841–1934), Caserta grófja, aki Mária Antonietta Vilma (Giuseppa) nápoly–szicíliai Bourbon-hercegnőt vette feleségül.
4. Mária Annunciáta Izabella (1843–1871), aki Károly Lajos főherceg (1833–1896) második felesége lett (Ferenc Ferdinánd trónörökös anyja).
5. Mária Immakuláta Klementina (1844–1899), aki Károly Szalvátor főherceghez (1839–1912) ment feleségül.
6. Kajetán Mária (Gaetano Maria, 1846-1871), Girgenti hercege, aki Mária Izabella spanyol infánsnőt vette feleségül, és megkapta az infánsi címet.
7. József Mária (Giuseppe Maria, 1848–1851), Lucero hercege, kisgyermekként meghalt.
8. Mária Pia (Maria della Grazia Pia) (1849–1882), aki I. Róbert parmai herceg felesége.
9. Vincent Mária (Vincenzo Maria, 1851–1854), Melazzo grófja, kisgyermekként meghalt.
10. Paszkál Mária (Pasquale Maria, 1852–1904), Bari grófja, aki a francia Blanche de Marconnay-t vette feleségül (rangon aluli házasságban).
11. Mária Lujza Immakuláta (Maria Luisa Immacolata) (1855–1874), aki Henrik (Enrico) Bourbon–parmai herceghez (1851–1905) ment feleségül.
12. Januárius (Gennaro) (1857-1867), Caltagirone grófja, kisgyermekként meghalt.

Mária Pia hercegnő válságos időkben született. Az 1849–49-es itáliai forradalmak átterjedtek a Pápai államra és Szicíliára is. IX. Piusz pápa életét is veszély fenyegette, 1848 novemberében a Nápoly-Szicíliai Királyság területére, a Gaetai erődbe menekült, II. Ferdinánd vendégeként. Rómában kikiáltották a forradalmi Római Köztársaságot, amelynek a nagyhatalmak fegyveres beavatkozása vetett véget. Az intervenciót egy Gaetában megtartott konferencián 1849. elején határoztak el. A következő hónapok során a Pápai államot fegyveres erőszakkal helyreállították. Ezeket a hónapokat Piusz pápa Gaeta biztonságában töltötte, a király is ide küldte feleségét és gyermekeit, Mária Pia is anyjának gaetai tartózkodása során született, 1849 augusztusában.
1859 februárjában Mária Pia féltestvére, Ferenc trónörökös herceg Bariban feleségül vette Mária Zsófia bajor hercegnőt, Erzsébet császárné húgát, Matilda bajor hercegnő nővérét. (Matilda hercegnő 1861-ben Mária Pia legidősebb édes bátyjához, Lajos (Lodovico) herceghez, Trani grófjához ment férjhez).
1859 májusában Mária Pia hercegnő apja, II. Ferdinánd király elhunyt. Féltestvére, II. Ferenc lett a Két Szicília új királya, egyben az utolsó is. Ugyanekkor tört ki a szárd–francia–osztrák háború, nyomában az újabb republikánus felkelés. 1861-ben II. Ferenc király ismét Gaeta várába menekült, de a felkelők ostrom alá vették, és megadásra kényszerítették. A Két Szicília Királysága is II. Viktor Emánuel szárd–piemonti király kezére jutott. Mária Pia hercegnőnek, özvegy édesanyjával, testvéreivel és az egész királyi családdal együtt Rómába kellett távoznia, ahol IX. Piusz pápa vendégeként a Quirinale-palotában lakhattak.

### Házassága, gyermekei

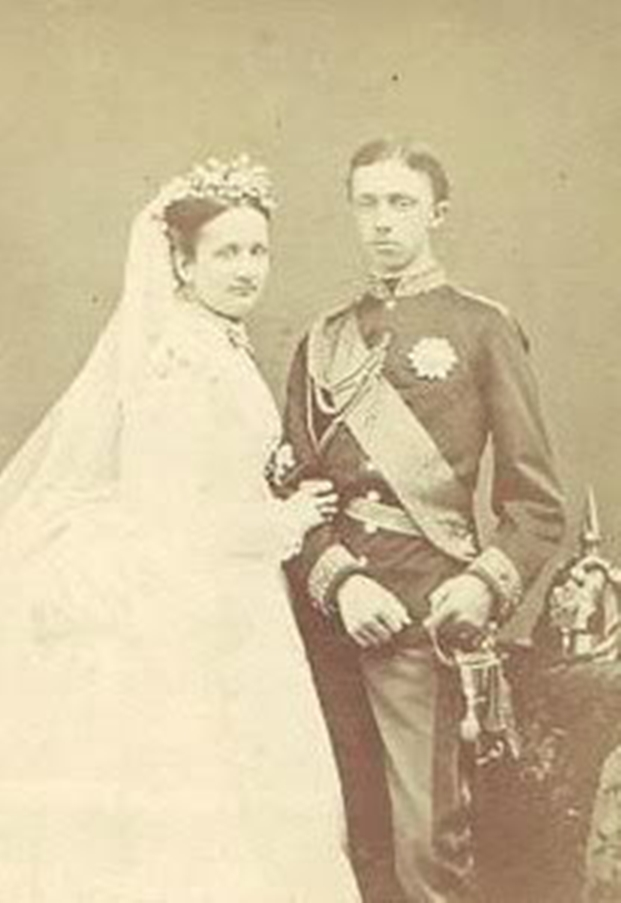
Mária Pia hercegnő és Róbert parmai herceg esküvői képe

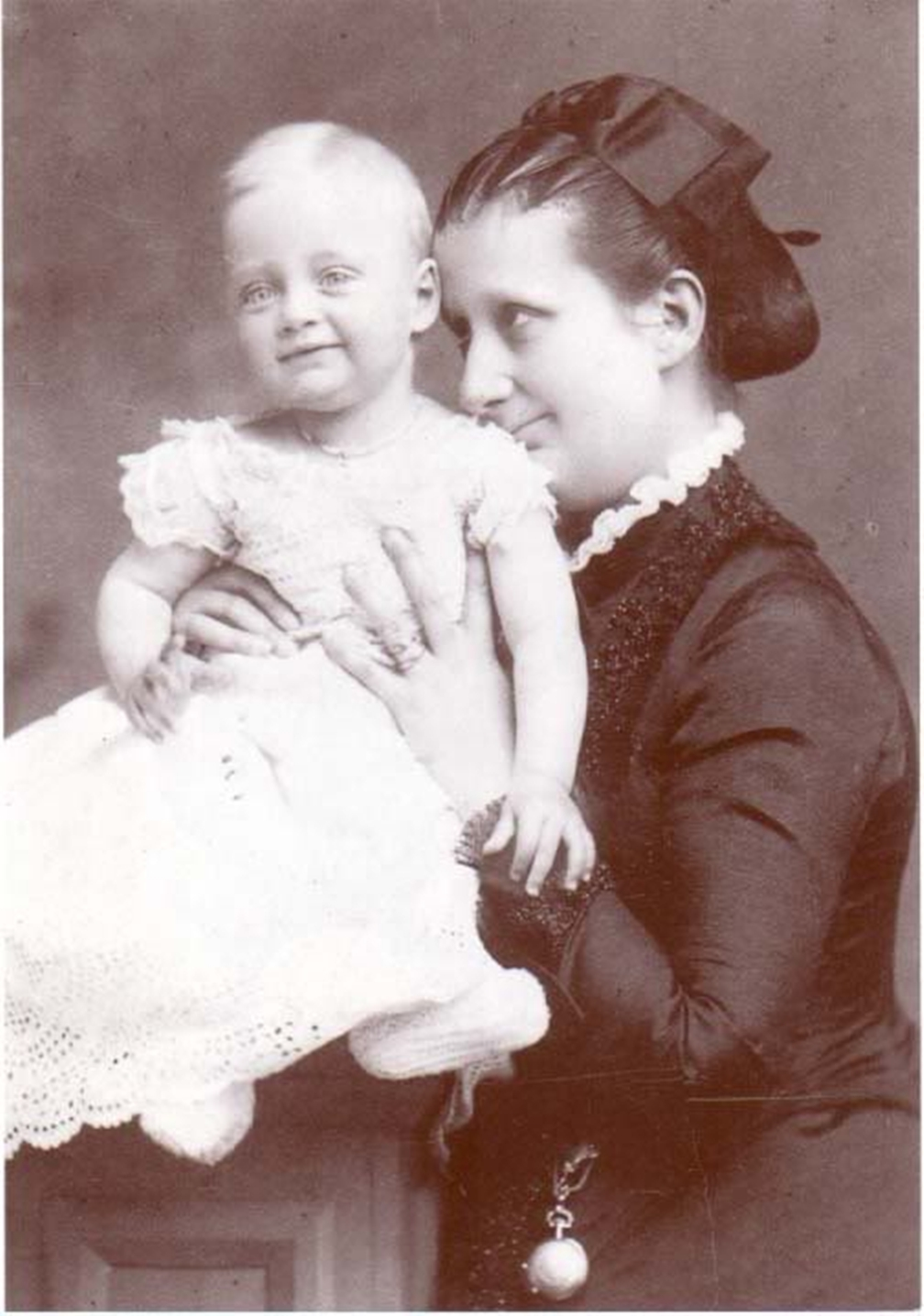
Mária Pia hercegné fiával, Illés herceggel (1881).

Mária Pia hercegnő 20 éves korában, 1869. április 5-én Rómában feleségül másodfokú unokafivéréhez, a Bourbon-ház parmai ágából való, 21 éves I. Róbert parmai herceghez (1848–1907), III. Károly (Ferdinánd) parmai herceg (1823–1854) és a Bourbon-ház francia ágából született Louise Marie Thérèse d’Artois francia királyi hercegnő (1819–1864) legidősebb fiához, volt, X. Károly francia király dédunokájához. 1854-ben Róbert apját, az önkényuralma miatt gyűlölt III. Károly herceget meggyilkolták. A hatéves Róbert trónörökös herceg örökölte apja trónját, de helyette anyja, az özvegy Louise-Marie hercegné uralkodott régensként Parmában. 1859-ben a Parmai Hercegséget megszállták II. Viktor Emánuel szárd–piemonti király csapatai. Róbert anyja, a régens-hercegné gyermekeivel együtt az Osztrák Császárságba menekült, országukat 1860-ban a Szárd–Piemonti Királyság, majd 1861-ben az Olasz Királyság részévé vált. I. Róbert herceg így trónját veszítette anélkül, hogy ténylegesen trónra léphetett volna.
Házasságukból 12 gyermek született, akiknek többsége (heten) szüleik közeli rokonsága miatt testi vagy szellemi fogyatékkal születtek. Utolsó gyermekének születése után maga Mária Pia hercegné is meghalt.
1. Mária Lujza Pia Terézia Anna (1870−1899), aki 1893-ban a Szász–Coburg–Gothai-házból származó I. Ferdinánd bolgár cár (1861–1948) felesége lett.
2. Ferdinánd Mária Károly (*/† 1871) kisgyermekként meghalt.
3. Lujza Mária Annunciáta Terézia (1872−1943), szellemi fogyatékkal született.
4. Henrik Mária Albert Ferdinánd Károly Piusz Lajos Antal (1873−1939), szellemi fogyatékkal született, ennek ellenére apja halála (1907) után a Parmai Hercegség trónörökösévé nyilvánították, a címet haláláig viselte.
5. Mária Immakuláta Lujza Franciska (1874–1914), szellemi fogyatékkal született.
6. József Mária Péter Pál Ferenc (1875−1950), szellemi fogyatékkal született, Henrik halála (1939) után Parma címzetes hercege.
7. Mária Terézia Pia (1876–1959), szellemi fogyatékkal született.
8. Mária Pia Antonietta (1877–1915), szellemi fogyatékkal született.
9. Beatrix Kolumba Mária Immakuláta Leonie (1879−1946), aki 1906-ban Pietro Lucchesi-Palli grófhoz ment feleségül.
10. Illés (Éliás) Róbert Barló Mária Piusz (1880–1959), aki 1903-ban Habsburg–Tescheni Mária Anna Izabella főhercegnőt, Frigyes főherceg leányát vette feleségül. 1950-től haláláig Parma címzetes hercege volt.
11. Mária Anasztázia (*/† 1881), kisgyermekként meghalt.
12. Auguszta (*/† 1882), születésekor meghalt, édesanyjával együtt.

Utolsó (12.) gyermekének születésekor a 33 éves Mária Pia hercegné meghalt gyermekágyban. Az elhunyt hercegnét a toszkánai Villa Borbone della Pianore kastély kápolnájában (Capezzano Pianore községben, Viareggio közelében) temették el.

### Családtagjainak későbbi sorsa
Az 1882-ben megözvegyült Róbert herceg 1884-ben ismét megnősült. Második feleségétől, a Bragança-házból való Mária Antónia portugál infánsnőtől (1862–1959), I. Mihály portugál király (1802–1866) és Adelheid Zsófia löwenstein-wertheim-rosenbergi hercegnő (1831–1909) leányától szintén 12 gyermeke született, köztük Zita nevű leánya, az utolsó osztrák császárné és magyar királyné.
Róbert herceg halála (1907) után fogyatékos gyermekeinek gondnokává, örökségük és vagyonuk kezelőjévé Mária Pia legidősebb ép elméjű fiát, Illés herceget jelölték ki. Parma hercegének (névleges) címét Henrik (Enrico) herceg, majd az ő halála (1939) után József (Giuseppe) herceg örökölte. Mindkettőjük gyámságát öccsük, Illés herceg látta el, aki Enrico halála (1950)-ben végül örökölte apjának címzetes hercegi címét, és viselte azt haláláig, mint a Parmai Hercegség trónkövetelője.